# 岳阳市广播电视台
岳陽市廣播電視台，或簡稱岳阳广电，為中華人民共和國湖南省岳阳市一家廣播電視播出機構，也是中共岳陽市委、岳陽市人民政府直屬的正處級事業單位。廣播服務開始提供於1984年10月1日。電視服務開始提供於1984年5月17日。

## 历史沿革
在岳阳市成立之初，市内有岳阳市广播站。1984年2月，中共岳阳市委、岳阳市府决定以广播站为基础成立岳阳人民广播电台。同年6月，中华人民共和国广播电影电视部同意岳阳市建立广播电台，台呼为岳阳人民广播电台，使用频率为1593千赫，发射机功率约1000瓦:391。1987年9月，广播电台迁往旧岳阳市府大楼:132。随后，岳阳人民广播电台又于1993年8月开通了岳阳经济广播电台、新闻台两条广播频率。2002年，岳阳电台的发射机功率提升至5000瓦，其讯号亦可覆盖岳阳以外的衡阳、株洲、湘潭、常德等县市。
1986年5月，岳阳市府开始筹建岳阳电视台，并从日本购进摄像机、放像机、文字编辑机、监视器等设备:422，借用市内金鹗山电视转播台的9频道、300瓦发射机试播电视节目，最终于12月30日正式播出。随后，电视台转而使用33频道播出，发射功率增强至3000瓦:213。1991年5月1日，岳阳市府开通了自市广播电视局办公楼至金鹗山转播台的微波。1994年9月，岳阳电视台在达摩岭上的电视发射工程落成，并启用分米波18频道为该台的专用频道，以使其电视讯号覆盖岳阳市各县市:422。1992年6月，岳阳有线电视台开始播出:426。
1996年2月，岳阳市广播电视中心落成，岳阳市广播电视局、岳阳人民广播电台、岳阳电视台以及岳阳有线电视台皆迁入办公。1998年11月18日，中共岳阳市委决定对岳阳市广播电视局进行机构改革，岳阳人民广播电台、岳阳电视台、岳阳有线电视台随即与市广播电视局合并成立岳阳市广播电视中心，仅对外保留台呼。2001年，岳阳市广播电视局开通了新媒體平台岳阳新闻网，而有線電視網业务则由广电局新成立的岳阳市有线电视宽带网络有限公司运营。2010年4月22日，中共岳阳市委、岳阳市府调整市级行政部门，岳阳市广播电视台正式在岳阳市广播电视中心的基础上成立，而岳阳市广播电视局的主管业务则被并入到新成立的岳阳市文化广电新闻出版局。岳阳市广播电视台在近年加強了在網路上的投入，并于2016年形成了以岳阳广电官方新浪微博、微信公众号、官方微视、今日头条岳阳新闻网订阅号等形成的媒体集群，该台也推出了自己的應用網站与流動應用程式，以在網路上實時播出自製的節目。

## 旗下資產

### 電視服務
| 頻道名稱     | 语言 | 广播格式                       | 啟播日期 | 频道前身   | 備註                                                   |
| 新闻综合频道 | 汉语 | SDTV 576i 16:9 HDTV 1080i 16:9 | 1986年   | 岳阳电视台 | 岳阳市第一条电视频道，现时以新闻、时事、专题类节目为主 |
| 公共频道     | 汉语 | SDTV 576i 16:9 HDTV 1080i 16:9 |          |            | [ 10 ]                                                 |

### 广播服务
| 频道名称（广播） | 频率         | 啟播日期  | 参考          |
| ---------------- | ------------ | --------- | ------------- |
| 综合广播         | FM 104.1 MHz | 1984年6月 | [ 10 ] [ 11 ] |
| 经济广播         | FM 90.2 MHz  | 1993年8月 | [ 10 ] [ 11 ] |
| 交通广播         | FM 98.1 MHz  |           | [ 10 ] [ 11 ] |

### 新媒体
| 平台类别   | 平台类别   | 名称                              |
| ---------- | ---------- | --------------------------------- |
| 网站       | 网站       | 岳阳新闻网 （页面存档备份，存于） |
| 微信公众号 | 微信公众号 | 岳阳广电                          |
| 新浪微博   | 新浪微博   | 岳阳广电                          |
| APP        | APP        | 智慧岳阳                          |